# Panicum calvum
Panicum calvum är en gräsart som beskrevs av Otto Stapf. Panicum calvum ingår i släktet vipphirser, och familjen gräs. Inga underarter finns listade i Catalogue of Life.